# Бармакиды
Бармакиды (араб. برامكة‎‎, перс. برمکیان‎‎) (тадж. Бармакиён) —  иранский род, из которого произошли первые иранские министры халифата Аббасидов в Багдаде. Бармакиды отличались своим величием, великолепием и гостеприимством. Они упоминаются в некоторых историях «Тысячи и одной ночи». Изначально были буддистами из центральноазиатского Хорасана, обратившимися в ислам.

## Происхождение
История рода в годы Арабского халифата достаточно хорошо изучена, но вот его происхождению уделялось достаточно мало внимания. Слово «Бармак», от которого произошло название рода, вероятно было не личным именем, а саном наследственного верховного жреца в буддистском храме Навбахар, то есть «Новый вихара», который располагался к юго-востоку от Балха на территории современного Афганистана. Этот монастырь был центром буддистской науки в средневековом доисламском Афганистане. Во владении этой семьи находились и принадлежавшие храму земли, которые, согласно средневековым арабским источникам, охватывали область площадью около 1568 км² (8 фарсахов в длину, 4 фарсаха в ширину). При этом эти владения Бармакиды сохранили и после начала службы халифам: арабский историк и географ Якут сообщает, что сын Халида ибн Бармака Яхья владел «большим и богатым селением Раван к востоку от Балха», который являлся крупнейшим городом Тохаристана. В качестве такового он описывается еще в VII веке китайским паломником Сюаньцзаном. Даже некоторые арабские географы, например Ибн-аль-Факих, считали, что Навбахар был предназначен для поклонения идолам, а не для поклонения огню, что указывает на буддизм, а не на зороастризм. Впрочем, таковым был весь регион Тохаристан до арабского завоевания Средней Азии.  В дальнейшем Бармакиды превратили его в «храм огня», благодаря чему ряд историков, например, персидский визирь сельджукского султана Мелик-шаха Низам аль-Мульк писали, что в годы Сасанидской Персии Бармакидам «от отца к сыну» переходил титул визиря. Хронист эпохи Тимуридов Хондемир и вовсе называет их потомками этих самых царей. Так или иначе, издревле они были влиятельными людьми в Бактрии.
Согласно Балазури, вскоре после 663/64 года, то есть ещё при Муавии, Омейяды разрушили Навбахар в ходе атаки на Тохаристан. Его слова опровергает ат-Табари, который заявляет, что в 708/09 году туземный князь Низак молился в этих местах. Так или иначе, отец Халида ибн Бармака был последним представителем династии с титулом «Бармак», и о нём сохранились лишь легенды. Согласно Ибн аль-Факиху его супругой и матерью Халида была дочь правителя Чаганиана. Арабам не удалось завоевать Среднюю Азию с первой попытки. В 705 году сюда состоялось новое вторжение, которое возглавил Кутейба ибн Муслим. Примерно в этом же году Бармак вместе с сыном покинул регион и перебрался ко двору халифа, но вернулся в 725/26 для восстановления Балха, когда Омейяды окончательно покорили Среднюю Азию при Хишаме ибн Абдул-Малике. В том же году арабы обнесли Балх гарнизоном, а Навбахар оставили разрушенным, хотя его структура сохранялась последующие триста лет. Здесь Бармак устроил брак сына с дочерью Язида ибн Бара. В столице Халид принял ислам, а вместе с ним и арабизированное имя Халид ибн Бармак, после чего стал мавла Бану Хуза. Существуют противоречивые сведения о том, принял ли его отец ислам или нет. В частности информации об этом нет и у Ибн Халликана. Некоторые источники сообщают, что он так и остался буддистом, другие, например, биограф династии Умар ибн аль-Азрак сообщают, что он принял ислам вместе с сыном. Два сына Халида, приняв ислам, получили имена Сулейман и аль-Хасан. Кроме этого в арабских источниках есть упоминание о некоем Абу Убайде Муавии, который жил в Багдаде и, вероятно, был братом Халида.

## Возвышение

### Халид ибн Бармак
По Ибн аль-Факиху, Халид был сыном этого Бармака и одной из дочерей князя Чаганиана. Мухаммад ат-Табари сообщает о походе Кутейбы ибн Муслима против восставшего Балха в 705 году. Жена верховного жреца находилась якобы среди пленных и провела одну ночь с братом Кутейбы Абдаллахом, в эту ночь забеременела от него Халидом и на следующий день была отпущена на свободу вместе с прочими пленными. То, что ат-Табари добавляет о происхождении этого рассказа, показывает, что он был выдуман сыновьями Абдаллаха не для того чтобы, как обычно полагали, оказать персам честь арабской генеалогией, а для того, чтобы арабская семья могла приобрести выгоды родства с влиятельным любимцем халифа. Однако вполне возможно, что при создании этой легенды год рождения Халида был вычислен приблизительно верно. В качестве года его смерти приводится 165/781-782 г., следовательно, ему должно было быть около 75 лет.
О годах юности и учения Халида известно мало. Ничего не сообщается даже о том, когда и чем заслужил он благосклонность халифа Абу-ль-Аббаса (749—754). Он был так близок к халифу, что дочь Халида была вскормлена супругой халифа, а дочь халифа — женой Халида. С 132/749-750 г. он стоял во главе дивана хараджа. В некоторых источниках он называется также визирем (Масуди). Халид был, по-видимому, первым «писцом» (катиб), при котором эта должность приравнивалась по рангу к министру. Абу Салама, первый «везир дома Мухаммеда», не упоминается среди «писцов» и был, пожалуй, скорее «везиром» в том значении, в котором это слово употребляется в Коране (XX, 30 и сл.) и в исторических известиях вкладывается, например, в уста халифа Абу Бакра. Даже Халид не был ещё «везиром» в позднейшем смысле этого слова и отличался не только умелым управлением и мудрыми советами, но и воинскими подвигами. Под начальством Абу Муслима и его полководца Кахтабы ибн Шебиба он принимал участие в сражениях за дом пророка против Омейядов. Между 765 и 769 годами он в качестве наместника Табаристана покончил с княжеством Масмуган у горы Демавенд. После этой победы жители Табаристана, согласно Ибн аль-Факиху, изображали на своих щитах Халида и применённые им осадные орудия. Даже в преклонном возрасте, в 163/779-780 г., он отличился при взятии греческой крепости Самалу.
Как советник халифа аль-Мансура (754—775) Халид впервые упоминается в рассказах об основании Багдада (146/763—764 г.) и о мнимом отречении наследника престола Исы ибн Мусы (147/764—765 г.). Помимо нескольких построек в Багдаде ему приписывается основание во время его наместничества города Мансуры в Табаристане. Незадолго до смерти халифа аль-Мансура, после того как халиф потребовал у него 2 700 000 дирхемов, он был назначен наместником Маусила (Мосула), а его сын Яхья — наместником Азербайджана. Сообщается, что жители Маусила ни к одному наместнику не относились с таким уважением, как к Халиду, причём ему не пришлось их запугивать суровыми наказаниями. Согласно Мас’уди, по выдающимся качествам ни один из его потомков не сравнялся с ним.

### Яхья ибн Халид

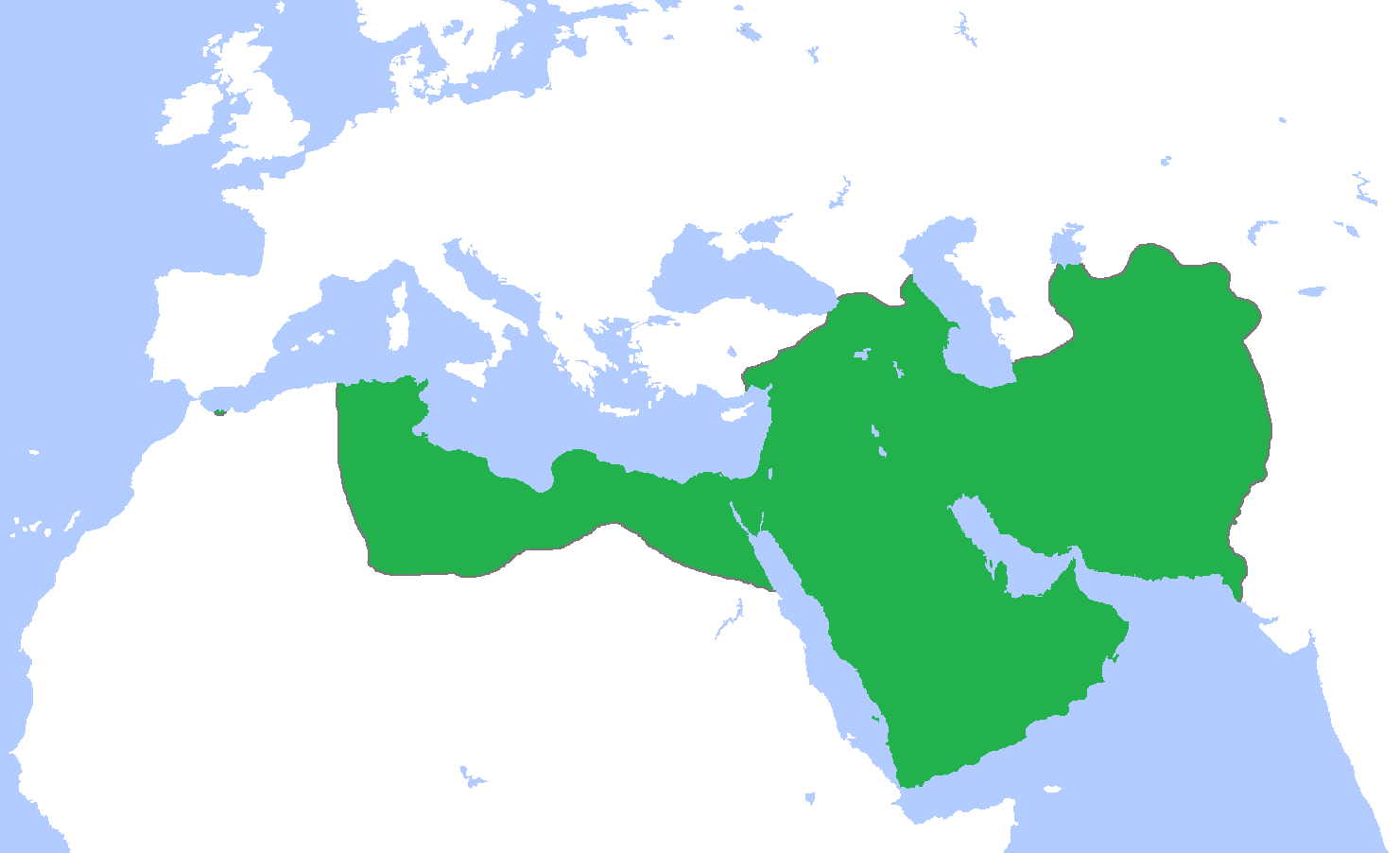
Халифат Аббасидов в правление Харуна ар-Рашида

Его сын Яхья родился в 738 году или несколькими годами ранее, так как, по Ибн Халликану, он умер 3 мухаррема 190 г. х./29 ноября 805 года в возрасте 70 или 74 лет. В противоположность своему отцу, он отличился только как наместник и министр. О каких-либо его воинских подвигах ничего не сообщается. Из его многочисленных общественно полезных сооружений особенно отмечается канал Сихан около Басры. При аль-Махди его попечению был поручен в 161/777-78 г. молодой принц Харун. С 163/779-80 г. Яхья стоял во главе канцелярии (диван ар-раса’ил) принца, который в то время был назначен наместником запада (всех провинций к западу от Евфрата) с Арменией и Азербайджаном. Во время короткого правления халифа аль-Хади (785—786) жизнь Яхьи как приверженца принца, которого хотели заставить отречься от наследования престола, была в опасности. После вступления на престол Харун ар-Рашида Бармакид, которого халиф и позднее всегда называл «отцом», был назначен визирем с неограниченными полномочиями и в течение 17 лет (786—803) правил державой с помощью своих сыновей Фадла и Джа’фара (реже упоминаются два других его сына, Муса и Мухаммед).

### Сыновья Яхьи
Из сыновей Халида Фадл, родившийся в 148/765-66 г., был старшим и, очевидно, более выдающимся. Со 176/792-93 по 180/796-97 г. он стоял во главе наместничества, которое охватывало провинции Джибаль, Табаристан, Дунбавенд и Кумис, а некоторое время также Армению и Азербайджан; со 178/794-95 по 179/795-96 г. он был, кроме того, наместником Хорасана. В Армении (собственно, в Дагестане) он, согласно Я’куби, сражался неудачно. В Хорасане, напротив, ему приписываются такие подвиги, которые он вряд ли мог совершить за короткое время своего наместничества. Из местного населения он якобы образовал для халифа войско в 500 000 человек, из которых 20 000 было послано в Багдад, а остальные оставлены в Хорасане; одержал несколько больших побед, кроме того, построил много мечетей и рибатов. В Балхе он приказал провести новый канал, в Бухаре — построить новую пятничную мечеть. Он якобы был первый, кто приказал ввести лампы в мечетях во время рамазана. Вместе с тем, ещё Мас’уди сообщает, что Фадл в первое время своего наместничества занимался только охотой и легкомысленными развлечениями и исправился только после получения письма от своего отца.

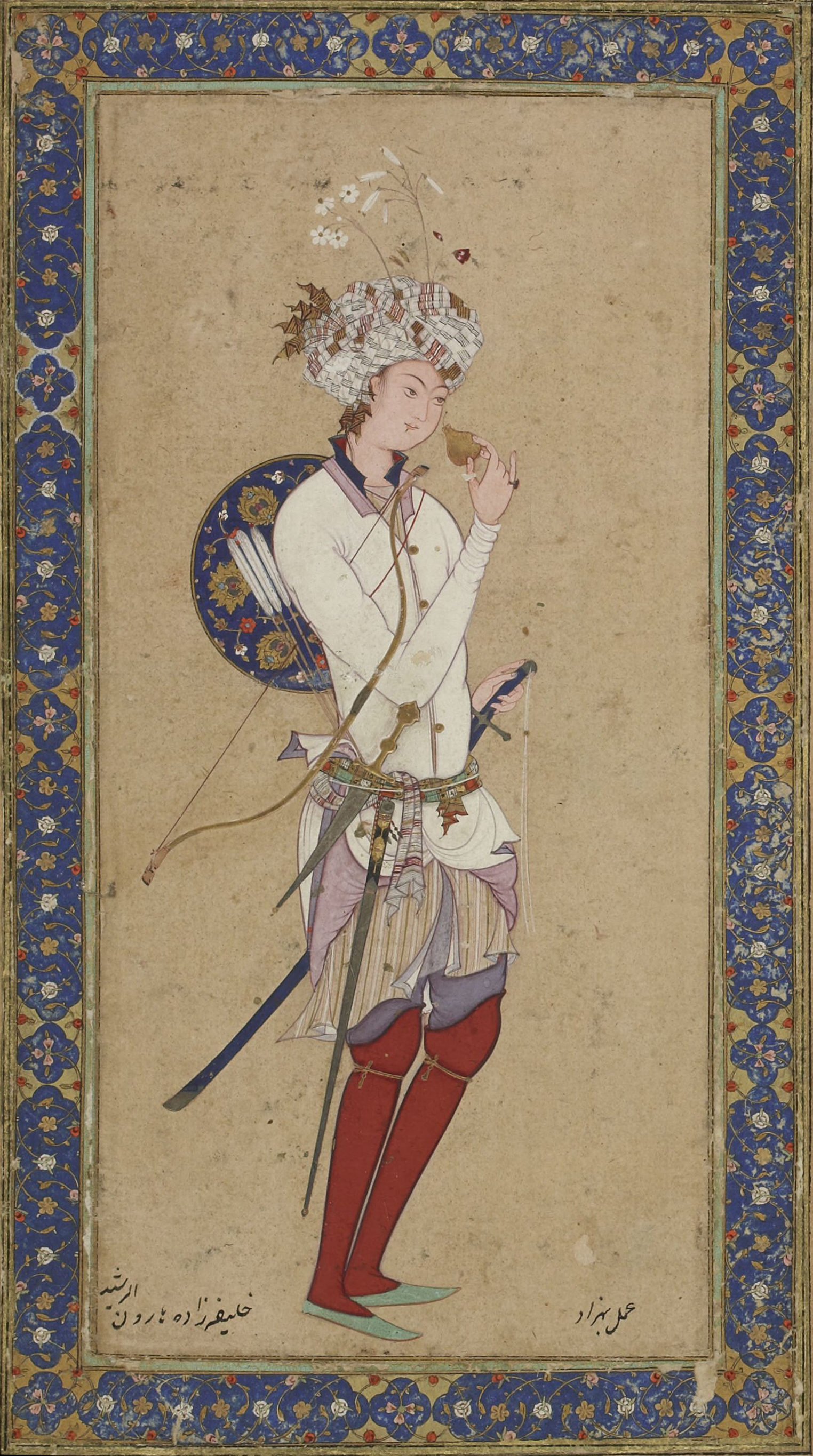
Харун ар-Рашид на персидской миниатюре

Джа’фар, родившийся около 150/767 г., восхваляется источниками только за свой красивый почерк, за своё красноречие и познания в астрологии. Кроме того, он упоминается как законодатель мод; из-за того, что у него самого была длинная шея, он якобы ввел в употребление высокие воротники. Его близость с халифом, которая совсем не нравилась самому старому Яхье, объясняется, очевидно, известным восточным пороком (ат-Табари). Не считая краткой поездки в 180/796-97 г. в Сирию, где он, как за четыре года до этого его брат Муса, должен был водворить спокойствие среди боровшихся друг с другом арабских племен, он, по-видимому, никогда не расставался с халифом, и даже во время этой кратковременной разлуки он, как сообщают, выражал свою печаль и жажду новой встречи в преувеличенных выражениях. Его царственный покровитель еще несколько раз назначал его наместником больших провинций, которые, однако, всегда управлялись его помощниками. Из источников не видно, чтобы он когда-либо управлял делами в качестве министра, осуществлял какие-нибудь постройки или другие работы. О его влиянии говорит только тот факт, что его имя упоминается на монетах халифа.
Даже его отец, по-видимому, в течение 17 лет не был таким всемогущим, как это утверждают. В первые годы он должен был представлять доклады о своем управлении матери халифа, Хайзуран (ум. в 173/789 г.). Сразу же после смерти своей матери халиф приказал отнять у молодого Джа’фара принадлежавшую ему печать и передал значительную часть дел позднейшему противнику и преемнику Бармакидов, Фадлу ибн Раби'. Тот же Фадл в 179/795-96 г. был назначен главным камергером (хаджиб) вместо Бармакида Мухаммеда ибн Халида. Назначение Али ибн Исы ибн Махана наместником Хорасана в 180/796-97 г. также, по ат-Табари, последовало против воли министра. Во время паломничества 181 г. х. (начала 798 года) Яхья испросил себе отставку и позволение остаться в Мекке, однако уже в следующем году вернулся в Багдад и, по-видимому, снова взял управление в свои руки.

## Падение Бармакидов
Из этих известий следует, что падение Бармакидов подготовливалось уже в течение длительного времени и никак не может быть объяснено внезапным решением халифа. В первую ночь сафара 187 г. х./1—2 февраля 803 года н. э. Джа’фар был убит по приказу халифа. Вскоре после этого Яхья с остальными тремя его сыновьями был арестован, их имения были конфискованы. Внуки министра были оставлены на свободе, брат Яхьи Мухаммед ибн Халид и его семья совсем не были потревожены. Харун приказал выставить голову убитого Джа’фара на «среднем мосту» Багдада, а обе половины его туловища поместить на двух других мостах. Министр и его сыновья остались в тюрьме в городе Ракка. Как Яхья, так и Фадл умерли раньше халифа. Мухаммед и Муса были освобождены аль-Амином; впоследствии оба стали сторонниками аль-Мамуна и занимали видные должности в армии и государстве. Из внуков министра, по-видимому, выдвинулся только Имран ибн Муса. В 196/811-812 г. он упоминается как защитник древнего сасанидского города ал-Мадаин от войска Мамуна, в 216/831 г. — как помощник наместника провинции Синд. В качестве одного из последних визирей Саманидов называют Абу-ль-Касима Аббаса ибн Мухаммеда Бармаки. Неизвестно, происходил ли этот «Бармакид» из той же семьи. Ещё в V/XI в. упоминается некий данишменд Хасан Бармаки, который несколько раз приезжал ко двору халифа как посол Газневидов (Бейхаки). Известный переводчик Худай-наме Мухаммед ибн Джахм аль-Бармаки, был, очевидно, только клиентом этой семьи, так же как и астролог, упомянутый у ат-Табари в рассказе о событиях 163/779-780 г.

## Историческое значение
Дать полную оценку деятельности Бармакидов, их достоинств и недостатков едва ли возможно. В исторической традиции они всегда изображаются как благочестивые и набожные мусульмане, их восхваляют также за паломничества и постройки. С другой стороны, противники упрекали их в равнодушии к исламу и его доктринам. В одном стихотворении, которое Джахиз цитирует анонимно, а Ибн Кутайба приписывает филологу аль-Асмаи, говорится: «Когда в каком-либо собрании говорится что-нибудь безбожное, то лица Бармакидов сияют; если при них читают стих Корана, то они рассказывают истории из книги Марвака». Другой поэт говорит сам о себе, что он строит мечети только для времяпрепровождения, в душе он заботится о таких вещах так же мало, как Яхья ибн Халид. Уже аль-Мансур, по ат-Табари, упрекал своего министра Халида в национально-персидских настроениях. Яхья был при аль-Хади якобы обвинён в неверии (куфр). Возможно, что и Харун оправдывал своё решение такими обвинениями, хотя источники ничего об этом не сообщают. То, что падение Бармакидов должно было связываться с возвращением к традициям истинного ислама, подтверждается уже тем, что с 803 года монеты чеканились снова без упоминания имён халифов или наследников их престола, как было принято со времени аль-Махди (775—785).
То, что Бармакиды обогащали не только государство, но и себя самих и членов своего дома, не оспаривают и их приверженцы. По понятным причинам историческая традиция на Востоке всегда была расположена в пользу «людей пера» (ахл аль-калам); поэтому также и о Бармакидах, которые часто рассматриваются как основатели этого класса, история, даже не считая рассказов с национально-персидской тенденцией, распространяет несколько преувеличенные похвалы, а некоторые их преступления замалчивает. Поэтому не следовало бы придавать большого значения тому, что в истории царствование Харуна ар-Рашида считалось лучшим временем халифата и что при этом некоторые историки прибавляют, будто Харун правил хорошо только до тех пор, пока при нём были Бармакиды. Однако в обоих случаях приговор историка подтверждается народной легендой. Важным свидетельством в пользу выдающихся качеств этих персов является также то, что они прославляются даже таким арабским патриотом старого склада, как автор Китаб аль-агани, и смогли установить порядок даже в такой арабской провинции, как Сирия.

## Генеалогическое древо
|  |  |  |  |  |  |  |  |  |  |  |  |  |  |  |  |  |  |        |        |        |        |        |        |  |  |  |  | Бармак    |           |           |           |           |           |  |  |  |  |      |      |      |      |      |      |  |  |  |  |
|  |  |  |  |  |  |  |  |  |  |  |  |  |  |  |  |  |  |        |        |        |        |        |        |  |  |  |  |           |           |           |           |           |           |  |  |  |  |      |      |      |      |      |      |  |  |  |  |
|  |  |  |  |  |  |  |  |  |  |  |  |  |  |  |  |  |  |        |        |        |        |        |        |  |  |  |  | Халид     |           |           |           |           |           |  |  |  |  |      |      |      |      |      |      |  |  |  |  |
|  |  |  |  |  |  |  |  |  |  |  |  |  |  |  |  |  |  |        |        |        |        |        |        |  |  |  |  |           |           |           |           |           |           |  |  |  |  |      |      |      |      |      |      |  |  |  |  |
|  |  |  |  |  |  |  |  |  |  |  |  |  |  |  |  |  |  |        |        |        |        |        |        |  |  |  |  | Яхья      |           |           |           |           |           |  |  |  |  |      |      |      |      |      |      |  |  |  |  |
|  |  |  |  |  |  |  |  |  |  |  |  |  |  |  |  |  |  |        |        |        |        |        |        |  |  |  |  |           |           |           |           |           |           |  |  |  |  |      |      |      |      |      |      |  |  |  |  |
|  |  |  |  |  |  |  |  |  |  |  |  |  |  |  |  |  |  |        |        |        |        |        |        |  |  |  |  |           |           |           |           |           |           |  |  |  |  |      |      |      |      |      |      |  |  |  |  |
|  |  |  |  |  |  |  |  |  |  |  |  |  |  |  |  |  |  |        |        |        |        |        |        |  |  |  |  |           |           |           |           |           |           |  |  |  |  |      |      |      |      |      |      |  |  |  |  |
|  |  |  |  |  |  |  |  |  |  |  |  |  |  |  |  |  |  | Джафар | Джафар | Джафар | Джафар | Джафар | Джафар |  |  |  |  | аль-Фадль | аль-Фадль | аль-Фадль | аль-Фадль | аль-Фадль | аль-Фадль |  |  |  |  | Муса | Муса | Муса | Муса | Муса | Муса |  |  |  |  |